# Seven Dials
Seven Dials est un carrefour routier célèbre situé dans le West End de Londres. Il se trouve dans le district de Camden, non loin de Covent Garden. Sept rues y convergent pour former un rond-point, au centre duquel se trouve un grand pilier. Le terme Seven Dials se réfère également officieusement aux environs immédiats du carrefour.
Seven Dials est aujourd'hui un quartier prospère de Londres et comprend de nombreux commerces.

## Monument

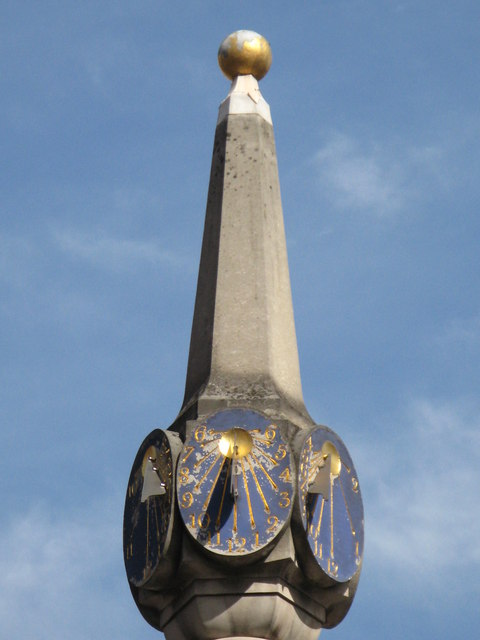
Cadrans solaires au sommet de la colonne

La colonne a été dessinée par Thomas Neale vers 1690. Elle est surmontée par six cadrans solaires orientés chacun dans une direction différente.

## Les sept rues de Seven Dials
| Rue Direction            | Photo             | Aboutissant        | Ancien nom (avant les années 1930) |
| Monmouth Street Nord     | Ajuga chamaepitys | Shaftesbury Avenue | Great St. Andrew's Street          |
| Short's Garden Est       |                   | Neal's Street      | Queen Street                       |
| Earlham Street Nord-Est  | Earlham street    |                    | Great Earl Street                  |
| Mercer Street Sud-Est    |                   | Long Acre Street   | Little White Lion Street           |
| Monmouth Street Sud      | Monmouth          | St. Martins Street | Little St. Andrew's Street         |
| Earlham Street Ouest     |                   | Cambridge Circus   | Little Earl Street                 |
| Mercer Street Nord-ouest |                   | Shaftesbury Avenue | Great White Lion Street            |